# Decálogo de Solón

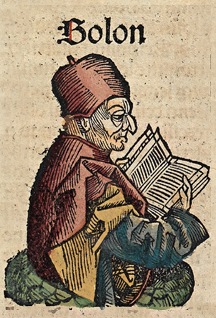
Solón. Xilografía de la Crónica de Nuremberg

El decálogo de Solón es una lista de diez máximas o aforismos que se atribuyen a dicho sabio ateniense, similares a los de otros "sabios de Grecia" y a las máximas délficas, pero también a los diez mandamientos de la religión judía. También son denominados "leyes de Solón", aunque solo en espíritu pueden considerarse resumen de su labor legislativa como legislador (nomothete) y fundador de la democracia ateniense. Se interpretan como un intento de establecer una justicia de derecho común.
El enunciado del decálogo, recogido por Diógenes Laercio (quien cita como su fuente a Apolodoro), es:

Kαλοκἀγαθίαν ὅρκου πιστοτέραν ἔχε. Μὴ ψεύδου. Τὰ σπουδαῖα μελέτα. Φίλους μὴ ταχὺ κτῶ· οὓς δ' ἂν κτήσῃ μὴ ἀποδοκίμαζε. Ἄρχε πρῶτον μαθὼν ἄρχεσθαι. Συμβούλευε μὴ τὰ ἥδιστα, ἀλλὰ τὰ ἄριστα. Νοῦν ἡγεμόνα ποιοῦ. Μὴ κακοῖς ὁμίλει. θεοὺς τίμα, γονέας αἰδοῦ.
Ten por más fiel la probidad que el juramento. Piensa en acciones ilustres. No hagas amigos de presto, ni dejes los que ya hubieres hecho. Manda cuando hubieres ya aprendido a obedecer. No aconsejes lo más agradable, sino lo mejor. Toma por guía la razón. No te familiarices con los malos. Venera a los dioses. Honra a los padres.

Esa fuente presenta estas máximas no como nomos νόμος (ley), pues no son leyes normativas de ninguna polis; ni como preceptos religiosos (la religión griega carece de dogmas), sino como "consejos" que "daba a los hombres" (Τοῖς τε ἀνθρώποις συνεβούλευσεν). De hecho, comienza su biografía de Solón con una referencia a la sisactia (seisachtheia σεισάχθεια), ley que impedía la esclavitud por deudas, y a las demás leyes que estableció, "cuyo catálogo sería largo de formar", e indica que "las publicó escritas en tablas de madera", lo que lo asemeja más aún a Moisés y a otros legisladores iniciadores del derecho escrito.
En la traducción española (del siglo XVIII) parece haberse omitido la segunda máxima: Μὴ ψεύδου ("no mientas"). En cuanto a la tercera (segunda en la traducción española -"piensa en acciones ilustres"-), y que en el original griego es Τὰ σπουδαῖα μελέτα, la traducción francesa es "aplícate a cosas útiles" (appliquez-vous à des choses utiles) y la inglesa "persigue objetivos dignos" (pursue worthy aims). Por su parte, la novena y décima (relativas a la veneración debida a dioses y padres), que en las tres traducciones se dan como separadas, en el texto griego no lo están.

## Aclaraciones
- Kalokagathia καλοκἀγαθία ("belleza y bondad", el ideal griego de perfección humana)[9] es el término con el que comienza la primera máxima. Se traduce en la versión española por "prob[10] idad" ("honradez", "rectitud de ánimo, integridad en el obrar", "honestidad", "cualidad de honesto" -"probo, recto, honrado"-)[11] y en la francesa por probité (qualité de qui observe parfaitement les règles morales[12] -"cualidad de quien observa perfectamente las reglas morales"-, moralidad); aunque esos conceptos podrían corresponder mejor al griego timé τιμή ("honor", pero también "valor" y "precio" -"aprecio", "valoración", "estimación", "mérito"-).[13] En la versión inglesa se traduce por "nobleza de carácter" (nobility of character). Es un ámbito tan amplio que puede asimilarse con el de "virtud", especialmente con la virtus romana (el ideal de comportamiento varonil, o el ideal caballeresco medieval y moderno), que también se expresa con otro término griego, usado en la sexta máxima: areté ἀρετή ("la excelencia", "lo ilustre";[14] también "lo mejor" -aristoi son "los mejores"-). Lo "excelente" también se puede denominar con el término griego stoudaia σπουδαῖα, utilizado en la tercera máxima. La sexta máxima identifica "lo mejor" con "lo difícil", como en la metáfora del camino fácil pero erróneo frente al camino penoso que lleva a buen destino.[15]
- Pseudo ψεῦδο ("lo falso", "la mentira"). La misma fuente (Diógenes Laercio) recoge que Solón "prohibió a Tespis la representación y enseñanza de tragedias", por ser una pseudología ψευδολονία ("falso discurso", "falsa palabra" -"falsilocuencia" en esta traducción-); y una anécdota en la que las comparaba con una impostura de Pisístrato (presentarse herido ante el público para obtener una guardia armada, con lo que inició su tiranía).
- Orkos όρκος ("juramento" -epiorkeo es el perjurio-); el sacramentum latino, también traducible como "juramento", es traducible en griego como mysterio μυστήριο ("misterio"). El sentido de la primera máxima vendría a ser algo parecido al refrán castellano "obras son amores, y no buenas razones" (en este caso, "fíate de los hechos más que de los juramentos").[16]
- Philia φιλία ("amistad" -las phylé φυλή son las tribus griegas-). La amistad aparece en varias máximas, con el sentido de "cuida tus amistades", "no te juntes con malas compañías". Uno de los rasgos esenciales de las reformas de Solón (como posteriormente las de Clístenes, con las que en realidad se asimilan en la perspectiva de los griegos de la época clásica -el siglo de Pericles-) es la superación de los agrupamientos basados en los lazos familiares (γένος genos) en beneficio de los agrupamientos puramente políticos basados en la convivencia urbana. La amistad es uno de los temas recurrentes en la filosofía griega, y protagonizará el diálogo Lisis de Platón.
- Nous νοῦς ("intelecto", "inteligencia", "pensamiento"); es el término que se traduce por "la razón" en esta traducción, aunque ese concepto podría corresponder mejor al griego logos λóγος. La principal contribución de la civilización griega se ha descrito como el paso "del mito al logos".[17]
- Kakoi κακοί ("los malos", que para Solón eran una parte del demos, la caracterizada por el deseo de imponer un reparto igualitario de tierras, y que se diferenciaba de aquella que estaba sometida a una servidumbre indigna;[3] el pensamiento aristocrático -oligárquico, al que se oponía Solón- los identificaba con "los muchos" -hoi polloi οἱ πολλοί-, mientras que los aristoi eran hoi olligoi οἱ ὀλίγοι -"los pocos"- o gnorimoi -"notables"[18] o "poderosos"[3]-).
- Eusebeia Εὐσέβεια,[19] equivalente a la Pietas latina ("religiosidad", "devoción" -la que se tiene con los dioses, pero también la que se tiene con los padres-). En realidad, la palabra usada en el texto griego para describir lo debido a los dioses es τίμα (de timé τιμή -"honor"-), mientras la usada para describir lo debido a los padres es αἰδοῦ (compárese con douleia δουλεία -que en el cristianismo designa al culto que se debe a los santos-, palabra derivada de doulos δοῦλος -"esclavo"-, lo que apunta al tipo de sumisión que se espera del hijo hacia sus padres).[20] Estas dos últimas máximas se identifican con el primer y cuarto mandamiento de las Tablas de la Ley mosaica: "amarás a Dios sobre todas las cosas" y "honrarás a tu padre y a tu madre" (en griego Tίμα τον πατέρα σου και τη μητέρα σου Tíma ton patéra sou kai ti mitéra sou).[21]